# 预期社会化
预期社会化，指的是：某个个体面向其未来的角色而进行社会学习的社会化。例如学生为了准备未来的工作而学习有关的知识，或毕业后的大学生在工作前对将要从事的职业而进行的知识和心理上的各种准备。